# Evgenij Mileškin
Evgenij Jur'evič Mileškin (in russo Евгений Юрьевич Милешкин?, traslitterazione anglosassone: Yevgeny Yuryevich Mileshkin; Mosca, 3 settembre 1960) è un ex calciatore sovietico, dal 1991 russo.
In attività giocava come difensore. Nel 2008 ha ricoperto il ruolo di direttore sportivo della Dinamo Mosca.